# Кетелмер
Кетелмер (нидерл. Ketelmeer — «озеро-котелок») — озеро в Нидерландах большая часть расположена в провинции Флеволанд. Площадь озера Кетелмер составляет 35 км², средняя глубина около 2,4 метров.
С запада Кетелмер соединено с озером Эйсселмер, частью которого являлось до осушения в 1956 году окружающих польдеров Нордостпольдер и Остелийк-Флеволанд. Через протоку, соединяющую озера, перекинут раскрывающийся мост Кетелбрюг. В восточной части в Кетелмер впадает река Эйссел, дельта которой принадлежит провинции Оверэйсел. Кроме того там располагаются проливы в озёра Зварте-Мер и Воссемер, также возникшие после осушения новых земель.
Прямо посередине озера располагается искусственный остров Эйсселог, построенный для хранения отходов объёмом до 23 млн м³. Остров сделан в виде круговой дамбы, дно выложено плёнкой для предотвращения утечек.